# Khora Burt-passet
Khora Burt-passet är ett bergspass på gränsen mellan Afghanistan och Pakistan. Den afghanska sidan hör till provinsen Badakhshan och den pakistanska sidan hör till Gilgit-Baltistan, en av Pakistan administrerad del av Kashmir. Khora Burt-passet ligger 4 651 meter över havet.